# FK Polet Bosanski Brod
FK Polet 1926 je bosanskohercegovački nogometni klub iz Bosanskog Broda, Republika Srpska. Klub se trenutačno u Drugoj ligi Republike Srpske – Zapad.

## Istorija
FK Polet je osnovan 1926. godine. Nakon 85 godina postojanja, klub je službeno ugašen, ali već sljedeće godine je otvoren novi klub, s imenom OFK „Polet 1926“ (Omladinski fudbalski klub „Polet 1926“).
Klub je imao više naziva: „Polet“, „1. maj“, „Nafta“ i „Premium“.
OFK-u Polet 1926 je, 28. siječnja 2013. godine, na završnoj večeri Ponoćnog turnira u gradskom Domu sportova, u konkurenciji od 6 lokalnih sportskih organizacija (SRD „Sava“, SSU „Prijatelji“, ŽRK „Brod“, KK „Polet“, OFK „Zborište“ i OFK „Polet 1926“), dodijeljena plaketa za najbolju sportsku organizaciju općine Bosanski Brod u 2012. godini.

## Poznati igrači
- Petar Kostadinović
- Jovo Sikima
- Dejan Plisnić
- Simo Kušljić
- Dejan Kojić
- Goran Kušljić
- Bojan Petrić
- Zoran Radan
- Zoli Valtner
- Bojan Strinić
- Zemir Mujčin
- Edin Mujčin

## Vanjske poveznice
- fkpolet.com, wayback arhiva, svibanj 2010.
- sportdc.net, Polet 1926
- sportdc.net, Polet
- srbijasport.net, Polet 1926
- (engl.) sofascore.com, OFK Polet 1926 Brod
- (engl.) tipsscore.com, OFK Polet 1926 Brod  Arhivirana inačica izvorne stranice od 9. srpnja 2023. (Wayback Machine)
- (engl.) transfermarkt.com, OFK Polet 1926 Brod
- sportsport.ba, FK Polet 1926
- [neaktivna poveznica]